# Leszek
Leszek ist ein altpolnischer, männlicher Vorname. Er wird oft als Verkleinerungsform von Lech bezeichnet. Tatsächlich ist die Etymologie unklar, denn in historischen Quellen taucht Leszek (Lestek) vor Lech auf; zwar ist ein gemeinsamer Stamm möglich, gilt aber als unbelegt. Bis zum 13. Jahrhundert wurde er auch als Lestek geschrieben.

## Namensträger

### Herrscher
- Lestek († um 930), polnischer Fürst
- Leszek (Sohn von Bolesław III.) (* um 1115; † vor dem 26. August 1131), polnischer Prinz
- Leszek (Sohn von Bolesław IV.) (* um 1160; † 1186), polnischer Herzog von Masowien
- Leszek I. (1186–1227), polnischer Herzog
- Leszek II. (1241–1288), polnischer Herzog
- Leszek (Kujawien) (* um 1275; † um 1340), polnischer Herzog

### Vorname
- Leszek Aleksandrzak (* 1958), polnischer Politiker
- Leszek Balcerowicz (* 1947), polnischer Wirtschaftswissenschaftler und Politiker
- Leszek Blanik (* 1977), polnischer Kunstturner
- Leszek Błażyński (1949–1992), polnischer Boxer
- Leszek Bubel (* 1957), polnischer Politiker
- Leszek Cichy (* 1951), polnischer Bergsteiger
- Leszek Cieślik (* 1955), polnischer Politiker
- Leszek Czarnecki (* 1962), polnischer Ingenieur, Wirtschaftswissenschaftler und Geschäftsmann
- Leszek Deptuła (1953–2010), polnischer Politiker
- Leszek Drogosz (1933–2012), polnischer Boxer
- Leszek Dunecki (* 1956), polnischer Sprinter
- Leszek Engelking (1955–2022), polnischer Schriftsteller
- Leszek Klima (* 1957), deutsch-polnischer Stabhochsprungtrainer
- Leszek Kołakowski (1927–2009), polnischer Philosoph
- Leszek Krowicki (* 1957), polnischer Handballspieler
- Leszek Kucharski (* 1959), polnischer Tischtennisspieler
- Leszek Laszkiewicz (* 1978), polnischer Eishockeyspieler
- Leszek Libera (* 1948), polnischer Polonist, Schriftsteller und Übersetzer
- Leszek Lubicz-Nycz (1899–1939), polnischer Säbelfechter und Offizier
- Leszek Matela (* 1955), polnischer Psi-Journalist, Forscher unbekannter Erscheinungen und Radiästhesist
- Leszek Miller (* 1946), polnischer Politiker
- Leszek Moczulski (1930–2024), polnischer Historiker und Politiker
- Leszek Możdżer (* 1971), polnischer Jazz-Pianist und Komponist
- Leszek Nowak (1943–2009), polnischer Philosoph
- Leszek Pawłowski (1895–1967), polnischer Skispringer
- Leszek Pękalski (* 1966), polnischer Serienmörder
- Leszek Piotrowski (1938–2010), polnischer Jurist und Politiker
- Leszek Pisz (* 1966), polnischer Fußballspieler
- Leszek Rózga (1924–2015), polnischer Maler, Grafiker und Hochschullehrer
- Leszek Józef Serafinowicz (1899–1956), polnischer Schriftsteller, bekannt unter dem Pseudonym Jan Lechoń
- Leszek Skurski (* 1973), deutsch-polnischer Künstler
- Leszek Słupecki (* 1956), polnischer Historiker
- Leszek Wodzyński (1946–1999), polnischer Hürdenläufer
- Leszek Zadlo (* 1945), polnischer Jazzmusiker
- Leszek Ziątkowski, polnischer Historiker
- Leszek Żyliński (* 1954), polnischer Germanist, Literaturhistoriker und Professor